# Vicente Salas Fumás
Vicente Salas Fumás (Albelda, Huesca, 1951) es un economista y catedrático universitario español.

## Biografía
Licenciado en Administración de Empresas y MBA por Esade Business School, obtuvo el máster y el Ph.D. in Management Science en la estadounidense Universidad Purdue (Indiana), donde fue profesor ayudante de 1975 a 1976. Al regresar a España en 1978 fue nombrado profesor agregado de la Universidad de Zaragoza donde permaneció como profesor titular primero y catedrático de Economía después hasta 1990. Ese año se incorporó a la cátedra de Organización de Empresas en la  Universidad Autónoma de Barcelona y en 1997 regresó a la de Zaragoza como catedrático igualmente de la misma materia. Dentro de esta universidad también ha sido director de los Departamentos de Economía de la Empresa y del de Economía y Dirección de Empresas y vicedecano de la Facultad de Ciencias Económicas y Profesionales. Entre 1989 y 2004 ha sido profesor visitante en la Universidad de Stanford y en la de Connecticut.
Ha centrado sus investigaciones en el análisis económico en la gestión y organización de la empresa, su propiedad y los procesos de innovación, así como sobre diversos aspectos de la empresa española tales como la gestión de recursos humanos o las finanzas. Entre otros cargos, ha sido miembro del consejo asesor de la Fundación BBVA, miembro de la Comisión de Control de Ibercaja en nombre del gobierno aragonés y del consejo de gobierno del Banco de España en dos períodos: 1994-1998 y de nuevo desde 2012. En 1992 fue galardonado con el Premio Rey Jaime I de Economía junto con el economista asturiano Álvaro Cuervo García, galardón que otorga la Generalidad Valenciana. En 1995 el Gobierno de Aragón le concedió la Medalla del Mérito Profesional y en 2002 recibió el Premio Juan Sardá de Economía.

## Obras
Además de artículos en revistas especializadas y colaboraciones en obras colectivas, es autor o coautor de los siguientes libros:
- El siglo de la empresa Bilbao: Fundación BBVA, 2007. ISBN 978-84-96515-54-3
- El gobierno de los grupos de sociedades con José Miguel Embid Irujo. Madrid: Fundación Alternativas, 2005. ISBN 84-96204-64-2
- La empresa familiar en España: fundamentos económicos y resultados con Carmen Galve Górriz. Bilbao: Fundación BBVA, 2003. ISBN 84-95163-69-1
- Capitalización y crecimiento de la economía aragonesa, 1955-1997 con Jaime Jesús Sanaú Villarroya. Bilbao: Fundación BBV, 1999. ISBN 84-95163-14-4
- La empresa española en el umbral de la unión monetaria Universidad de Zaragoza, 1997. ISBN 84-89513-68-6
- Economía de la empresa: decisiones y organización Ariel, 1987. ISBN 84-344-2022-8
- Estructura financiera de las PYME con Carlos Ocaña Pérez de Tudela y Javier Vallés. Madrid: Miner, Centro de Publicaciones, D.L. 1994. ISBN 84-7474-772-4
- Estudios sobre banca al por menor con Lucio Fuentelsaz Lamata. Bilbao: Fundación BBV, D.L. 1992. ISBN 84-604-3822-8
- Valoración económica del beneficio y el capital con Gonzalo Mato Leal. Mundi Prensa Libros S.A., 1992. ISBN 84-7114-393-3